# カルール県
カルール県（கரூர் மாவட்டம் ; Karur District）は、インド南部のタミル・ナードゥ州に属する30の県の一つ。県庁所在地はカルール。

## 概要
2011年の国勢調査では、面積256平方キロメートル、人口1,064,493人、人口密度は373人/km2。北はナーマッカル県、北東から南東にかけてティルッチラーッパッリ県、南はティンドゥッカル県、西はイーロードゥ県に接する。カーヴィリ川とナンガンジ川が、県を東西に貫いている。両河川の合流点に近い県庁所在地のカルールを中心として、古くから商業都市として栄えている地域である。

## 歴史
1995年11月1日に、ティルッチラーッパッリ県の区域の一部をもって設置された。

## 行政区分

### 郡
カルール県には、以下の4つの郡（タミル語 வட்டம் 「円」 ; 英訳 taluk）が設置されている。
- クリッタライ郡（குளித்தலை ; Kulithalai）
- クリシュナラーヤプラム郡（கிருஷ்ணராயபுரம் ; Krishnarayapuram）？
- カルール郡（கரூர் ; Karur）
- アラヴァックリッチ郡（அரவக்குறிச்சி ; Aravakurichi）

### 区
カルール県には、以下の8つの区（英訳 block）が設置されている。
- クリッタライ区（குளித்தலை ; Kulithalai）
- トーハイマライ区（தோகைமலை ; Thogamalai）
- クリシュナラーヤプラム区（கிருஷ்ணராயபுரம் ; Krishnarayapuram）？
- カダヴール区（கடவூர் ; Kadavur）
- カルール区（கரூர் ; Karur）
- ターンドーニ区（தாந்தோனி ; Thanthoni）
- カルール・パラマッティ区（பரமத்தி ; K.Paramathy）
- アラヴァックリッチ区（அரவக்குறிச்சி ; Aravakurichi）